# Perupuk (Limapuluh)
Perupuk is een bestuurslaag in het regentschap Batu Bara van de provincie Noord-Sumatra, Indonesië. Perupuk telt 6428 inwoners (volkstelling 2010).